# 普拉加战役

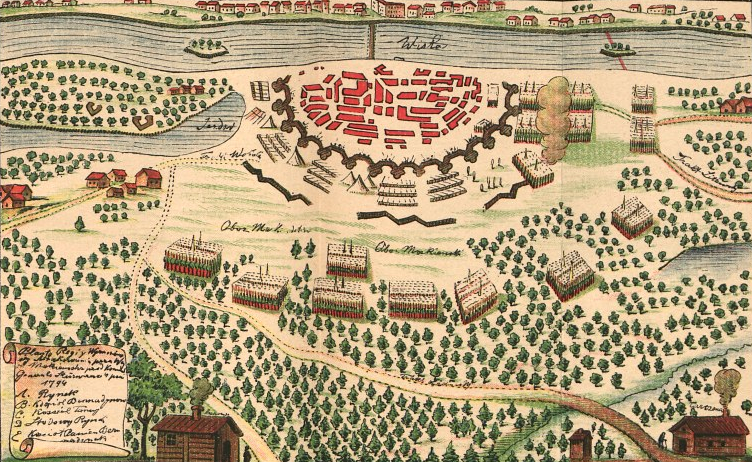
俄罗斯进攻普拉加的鸟瞰图

普拉加战役或1794年华沙战役是俄罗斯在1794年科希丘什科起义时，针对华沙最东郊的普拉加的进攻行动。它被认为是针对普拉加平民的一次大屠杀（被称为普拉加大屠杀）。 

## 战役前夕
在马切约维茨战役后，塔得乌什·科希丘什科被俄军俘虏。华沙的权力斗争和城市市民的士气低落阻止约佐夫·扎扬切克将军完成从东从西围绕城市的防御工事。与此同时俄军也在向城市进发。

## 双方军力
俄军由由亚历山大·苏沃洛夫和伊凡·费森领导的两个因战斗而变得强大的军团。军团之前参与不久前的第五次俄土战争，之后又投入到波莱谢的艰难战事中，最后参与到马切约维茨战役中。后者在波兰的战事要持续几月，但还有来自俄罗斯的新援军参与其中。这两支军团每支都有11000人。
波兰军队由各种各样的军队构成。除了在马切约维茨战役中被打败的科希丘什科的军队集合起来的残兵损将外，还包括来自华沙、普拉加和维尔纽斯的很多支未经训练的民兵，以及由贝雷克·约塞莱维奇领导的由500人构成的犹太军团以及很多“镰刀兵”和市民。军队兵分三路，每一支都覆盖普拉加的不同区域。中心区直接受约瑟夫·扎扬切克将军指挥，北区受雅库布·亚辛斯基指挥，南区受瓦迪斯瓦夫·亚布沃诺夫斯基指挥。但是总体而言，每个波兰司令官都只指挥不足20000名士兵。

## 战役
在1794年11月3日，俄罗斯军队抵达华沙郊区。在抵达华沙的时候，俄军立即用大炮轰击波兰防御工事。这让波兰指挥官认为俄军在准备一次漫长的攻城战。但是，苏沃洛夫计划快速而专心地攻打波兰防御工事，而非一次血腥而漫长的攻城战。
在11月4日凌晨3点钟，俄罗斯军队静静地来到了波兰野战工事外圈之外，两小时后，开始全力进攻。波兰卫兵全都吃惊了，不久波兰的防线被突破为几个孤立的防御圈，并被俄军用榴霰弹轰炸，遭到了毁灭性的打击。扎扬切克受轻伤，从他的哨位撤退，离开了他得不到指挥的剩余的军队。这让波兰军队向普拉加中心撤退，之后向维斯瓦河撤退。 
大战持续了4个小时，这次战斗导致了波兰军队的全面撤退。约塞莱维奇活了下来，受重伤，但是他指挥的大部分军队被彻底歼灭了；亚辛斯基在前线英勇地战斗时被杀死了。波兰只有一小部分军队试图撤出包围圈，穿越桥梁撤到河的另一边去；几百名士兵和兵民在行军过程中从桥上被打死，沉入水底。

## 大屠杀

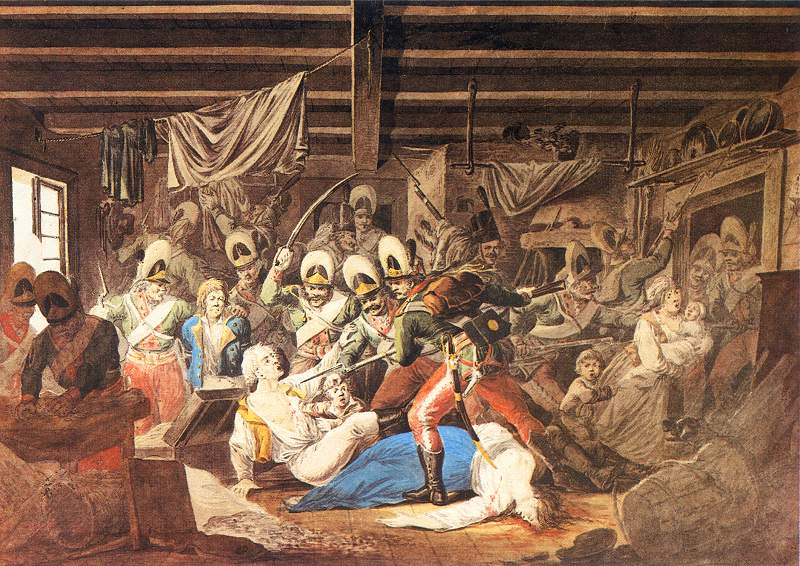
Rzeź Pragi（普拉加大屠杀），由亚历山大·奥尔沃夫斯基绘于1810年

战役过后，俄军不从苏沃洛夫在战前的命令，开始掠夺，焚烧整个华沙地区（依俄军的辩护，是为了为在1794年4月的华沙起义中被屠杀俘虏大半的俄罗斯军复仇，当时有大约2000名俄军被杀死）。这个地区几乎所有的地方几乎都被掠夺，夷为平地，普拉加地区的众多百姓惨遭杀害。这天确切的遇难者人数依然未知，但估计已经多达20000人，女人和儿童也惨遭杀害。苏沃洛夫自己写道：“整个普拉加尸横遍野，血流成河。”野蛮的哥萨克军队应该负部分责任。

## 战后
战后华沙指挥官和大部分平民士气消沉。为了避免华沙遭到和其东郊一样的命运，托马什·瓦乌雷茨基决定将他的残兵败将在11月5日向南撤军。俄军在没有抵抗者的情况下占领了华沙。亚历山大·苏沃洛夫在战后给叶卡捷琳娜大帝报告战情时只用了三个词：“好哇——普拉加——苏沃洛夫”。俄罗斯女皇的回答也一样简洁：“好啊，陆军元帅，叶卡捷琳娜”，因为这次胜利，叶卡捷琳娜提拔苏沃洛夫为陆军元帅。 普拉加大屠杀让苏沃洛夫和俄军在欧洲的名声受损。